# 알라망성
알라망성(프랑스어: Château d'Allaman)은 스위스 보주의 알라망 시정촌에 있는 성이다. 11/12세기에 기원을 두고 있지만, 주요 구성 요소는 1253년 보의 사보이 공작 루이에 의해 건설되었다. 스위스 국가 및 지역 중요 문화재 목록에 등재되어 있다.
1839년까지 상당한 재산을 소유한 부유한 제네바 자선가인 장 자크 드 셀롱 백작(앨버트 갤러틴의 누이이자 호텐스 갤러틴의 아들)은 나폴레옹의 형제 조제프 보나파르트와 조제핀 드 보아르네 황후, 바사노 공작, 카보우르 백작 카밀로 벤소, 볼테르, 프란츠 리스트와 조르주 상드와 같은 많은 정치 난민들에게 성에 숙박을 제공했다. 1820년 드 셀롱은 국제연맹과 유엔 기구(UNO)의 전신인 평화협회를 설립했다. 1830년에 알라망성에서 제1차 국제 평화 정상 회담이 개최되었다. 그 이후로 성은 ‘평화의 성’이라고도 불린다. 드 셀롱은 또한 스위스에서 사형제를 폐지하는 데 중요한 역할을 했다.
알라망성은 스위스에서 가장 큰 사유지 중 하나이다. 부지는 330,000㎡가 넘고 약 6,200㎡의 생활 공간을 제공한다. 사유지는 사유림, 공원, 정원 및 그랑크뤼 포도밭으로 둘러싸여 있다. 최근에 완전히 복원과 개수를 끝낸 성은 스위스계 독일인 가문이 소유하고 있다.